# Glomogonium karawankarum
Glomogonium karawankarum är en mångfotingart som beskrevs av Pius Strasser 1965. Glomogonium karawankarum ingår i släktet Glomogonium och familjen Attemsiidae.

## Underarter
Arten delas in i följande underarter:
- G. k. intermedium
- G. k. saviniense